# Nicanor (Militärtribun)
Nicanor war ein Militärtribun ritterlicher Herkunft. Er diente unter Vespasian in Judäa und war mit Flavius Josephus bekannt. Aus diesem Grund schickte Vespasian Nicanor im Jahr 67 nach Iotapata, um mit Flavius Josephus, der einer der Führer des jüdischen Aufstandes war, zu verhandeln. Es gelang ihm, diesen zur Aufgabe zu überreden und sich den Römern zu ergeben. Drei Jahre später kämpfte er vor Jerusalem, wo er verwundet wurde.